# К Синей звезде
«К Синей звезде. Неизданные стихи 1918 г.» — второй посмертный сборник стихов Николая Гумилёва, выпущенный в 1923 году в Берлине издательством «Петрополис».

## История
Книга была составлена из 34 лирических стихотворений 1917—1918 годов «о любви несчастной Гумилева В год четвертый мировой войны», вдохновленных безнадежной влюбленностью поэта в Елену Дюбуше и записанных автором в Парижский альбом, переданный перед возвращением в Россию Борису Анрепу (27 стихотворений) и Альбом Дюбуше (7 стихотворений). Девять стихотворений из Парижского альбома в переработанном виде и снабженные названиями были включены Гумилевым в сборник 1918 года «Костёр», переизданный в 1923 в Берлине Гржебиным. Стихотворение «Луна восходит на ночное небо…» ранее вошло в сборник «Фарфоровый павильон» под названием «Соединение».
С Элен Дюбуше (Helene Lydia Du Bouchet), которую русские звали Еленой Карловной Дю-Буше, Гумилев познакомился, вероятно, сразу же по приезде в Париж, где она работала в русской военной миссии, сначала переписчицей, затем секретарем при Санитарном отделении. Элен Дюбуше была дочерью знаменитого франко-американского хирурга Чарлза Винчестера Дюбуше, женившегося во Франции на одесситке Людмиле Васильевне Орловой, в 1897—1905 годах имевшего свою клинику в Одессе, где он также одно время был американским вице-консулом. В России его на французский манер называли Шарлем.
Элен Дюбуше в то время была невестой американского капитана авиации Уолтера Лоуэлла, за которого и вышла замуж, из-за чего Гумилев, покинувший Париж в январе 1918, написал известное хокку «Вот девушка с газельими глазами…».
По мнению Сергея Маковского, эта любовная неудача стала косвенной причиной гибели поэта, ибо «Гумилев не вернулся бы, вероятно, в Россию весной 18-го года, если бы девушка, которой он сделал предложение в Париже, ответила ему согласием». Михаил Ларионов, напротив, полагает, что для поэта, у которого, как он считает, было еще одно увлечение в Париже, знакомство с чужой невестой «давало новые ощущения, переживания, положения для его творчества, открывало для его поэзии новые психологические моменты. “Синяя звезда” (Елена Карловна) была именно далекой и холодной (для него) звездой».
Сборник «К Синей звезде» был издан при активном участии К. В. Мочульского. В книге сообщалось, что «стихотворения настоящего сборника были написаны автором в альбом во время его пребывания в Париже в 1918 г. Часть этих стихотворений в новых вариантах
была напечатана в сборнике «Костер»
изд. 3. И. Гржебина, Берлин 1923.
Настоящий сборник печатается с подлинника, хранящегося в Париже».
М. Д. Эльзон предполагал, что сборник был издан по рукописи, подготовленной самим Гумилевым и называвшейся «Посредине странствия земного» (в номере Жизни искусства от 30.08.1921 был анонсирован выпуск этого сборника Цехом поэтов) и вывезенной из России кем-то из участников Цеха.
Комментаторы собрания сочинений полагают, что это самое большое собрание гумилевской любовной лирики с большой вероятностью можно считать авторским.

## Состав
1. Из букета целого сирени…
2. Много есть людей, что, полюбив…
3. Мы в аллеях светлых пролетали…
4. Вероятно, в жизни предыдущей…
5. Мой альбом, где страсть сквозит без меры…
6. Цветов и песен благодатный хмель…
7. Застонал я от сна дурного…
8. Лишь чёрный бархат, на котором…
9. Пролетела золотая ночь…
10. Об озёрах, о павлинах белых…
11. Однообразные мелькают…
12. Неожиданный и смелый…
13. Отвечай мне, картонажный мастер…
14. Дремала душа твоя, как слепая…
15. В час моего ночного бреда…
16. Да, я знаю, я Вам не пара…
17. Я вырван был из жизни тесной…
18. Храм твой, Господи, в небесах…
19. В этот мой благословенный вечер…
20. Луна восходит на ночное небо…
21. Ещё не раз Вы вспомните меня…
22. Так долго сердце боролось…
23. Я говорил: «Ты хочешь, хочешь?..»
24. Езбекие
25. Ты не могла иль не хотела…
26. Нежно небывалая отрада…
27. С протянутыми руками…
28. Ты пожалела, ты простила…
29. О тебе, о тебе, о тебе…
30. Не всегда чужда ты и горда…
31. Неизгладимый, нет, в моей судьбе…
32. Временами не справясь с тоскою…
33. На путях зелёных и земных…
34. Отрывок из пьесы «Отравленная туника» (Так, вот платаны, пальмы, тёмный грот…)

## Критика
Маковский пишет, что в этом сборнике Гумилев предстает не как обычно, завоевателем и Дон Жуаном, но поэтом, страдающим от неразделенной любви.

Целую книжку стихов посвятил он этой "любви несчастной Гумилева в год четвертый мировой войны". "Синей звездой" зовет он ее, "девушку с огромными глазами, девушку с искусными речами"', Елену, жившую в Париже, в тупике "близ улицы Декамп", "милую девочку", с которой ему "нестерпимо больно". Он признается в страсти "без меры", в страсти, пропевшей "песней лебединой", что "печальней смерти и пьяней вина"; он называет себя "рабом истомленным" перед ее "мучительной, чудесной, неотвратимой красотой". И не о земном блаженстве грезит он, воспевая ту, которая стала его "безумием" или "дивной мудростью", а о преображенном, вечном союзе, соединяющем и землю, и ад, и Божьи небеса.— Маковский С. К. Николай Гумилев (1886—1921), с. 52
Лев Гордон также считает, что сборник стоит особняком в творчестве Гумилева, ибо чистой лирикой поэт ранее не занимался, здесь же «он открывает перед нами свою неведомую душу, верней — показывает один из уголков ее», контрастирующий с привычным для читателя холодным мастерством. Особенное впечатление на критика произвело «стихотворение-исповедь, своего рода Grand Testament» «В этой мой благословенный вечер…»
Юрий Офросимов сострил, назвав сборник ««монографией» О любви несчастной Гумилёва В год четвертый мировой войны», подозревая в интимности этой лирики некое позерство. Короткую заметку опубликовал и К. В. Мочульский.
По мнению литературоведа А. И. Павловского в сборнике немало стихов, которые поэт, несомненно, переработал бы, будь такая возможность, устранив «несколько дешевый альбомный привкус», довольно точно переданный начальной строкой стихотворения «Мой альбом, где страсть сквозит без меры…», но в то же время именно в парижский период Гумилев создал такие шедевры любовной и философской лирики как «Эзбекие», «На путях зелёных и земных…», «Сон», «Я и Вы», «Неизгладимый, нет, в моей судьбе…» и прочие.